# Üchtritz család
Az Üchtritz család egyike a régi szász nemesi családoknak.

## Története
Ez a család az egykori Meisseni Őrgrófság ősi nemeseinek egyike. Első ismert tagja Nuchternz lovag, aki inkább mondabeli szereplő, mint valós személy. A családfa oklevelekkel igazolhatóan Nuchternz Nikoltól (1187–1237) vezethető le, aki Messendorf, Schwerta és Gebhardsdorf földesura volt. Az Üchtritzek később Csehországba, Poroszországba és Württembergbe is átszármaztak. A XVI. században élt Hans fia, Anton, Hauspach és Fugat települések birtokával gyarapította a családi vagyont. Anton ugyancsak Anton nevű unokájától származik a család úgynevezett magyar ága. Emil (1783–1841), a neubronni és leinrodeni szabad báróságok ura, már Württembergben élt. 1818-ban utódaival együtt felvették a bárók közé, ezt később az Osztrák Császárságban is elismerték. Szintén Emil nevű fia porosz állampolgár volt, ennek ellenére az 1848–49-es forradalom és szabadságharc ügye mellé állt, Görgey seregében harcolt. Magyar leányt vett feleségül, Amadé Dominika grófnőt, akivel a család jelentős birtokokkal gazdagodott hozományként, mivel a feleség az Amadé család utolsó tagja volt. Emil idősebbik fia, Emil, 1903-ban magyarországi grófságot kapott, ezzel együtt pedig engedélyt arra, hogy az Üchtriz-Amadé kettős nevet használhassa. Az ifjabbik fiú, Zsigmond többször országgyűlési képviselő és neves lótenyésztő is volt.

## Jelentősebb családtagok
- Üchtritz Emil (1753–1841) diplomata, miniszter
- Üchtritz Emil (1808–1886) honvédezredes
- Üchtritz Zsigmond (1846–1925) képviselő, lótenyésztő